# Marcus Trescothick

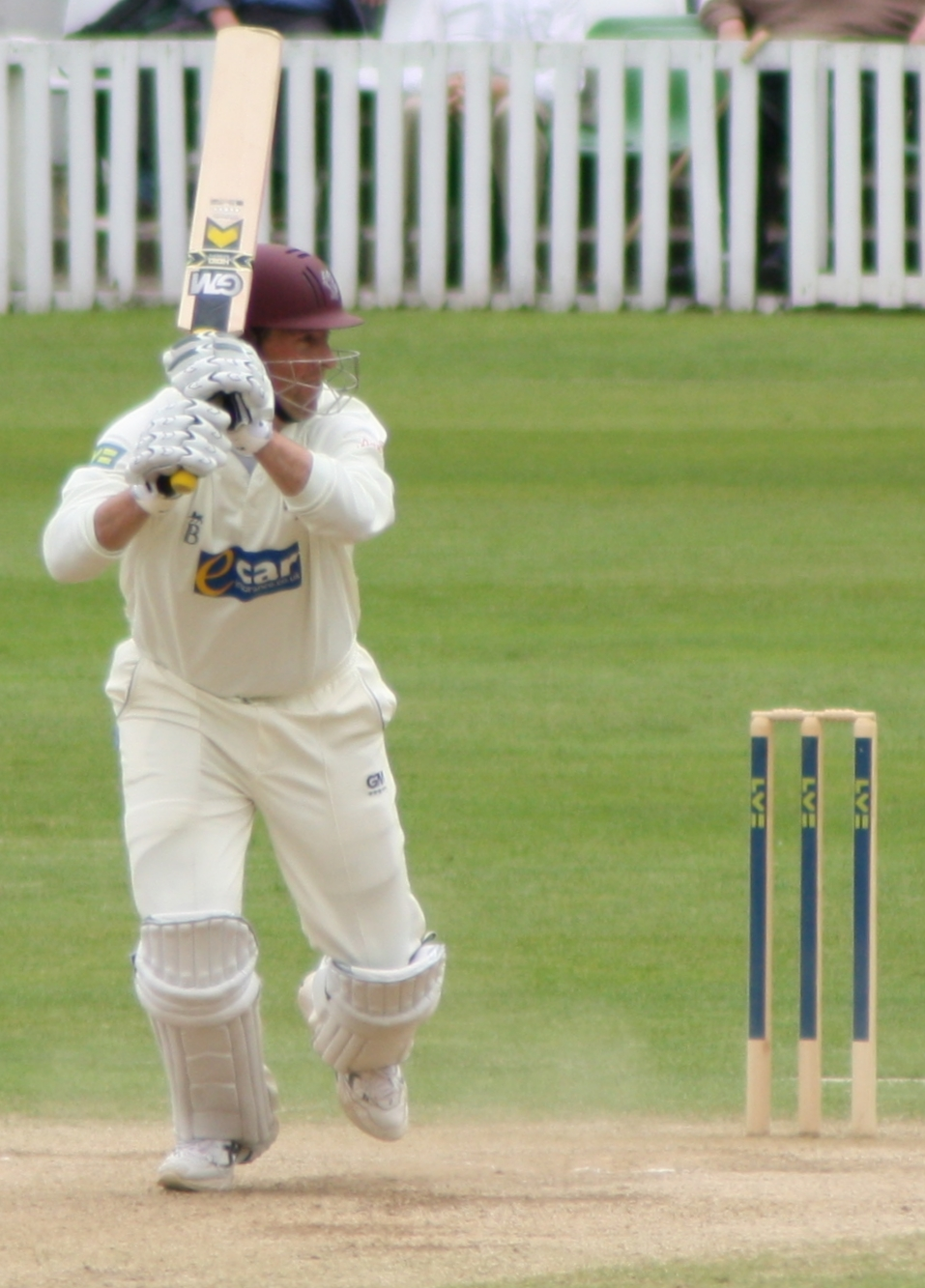
Marcus Trescothick

Marcus Edward Trescothick (25 december 1975) is een Engelse cricketspeler die uitkomt voor Somerset County Cricket Club. Hij is een batsman. Hij speelde in 76 testcricketwedstrijden en 123 One Day Internationals voor het Engelse cricketteam.